# 모멘터리 릴리
《모멘터리 릴리》(일본어: もめんたりー・リリィ 영어: Momentary Lily)는 GoHands 제작에 의한 일본의 TV 애니메이션 작품. 2025년 1월부터 3월까지 TOKYO MX 외에서 방송되었다.
총감독·캐릭터 디자인을 담당하는 스즈키에 의하면, 「소녀들의 유대나 고난에 맞서는 모습, 함께 웃을 수 있는 온기 등을 그린 이야기」.

## 줄거리
갑자기 출현한 수수께끼의 기계 와일드 헌터에 의해서, 세계로부터 많은 인간이 소멸했다. 카와즈 유리 등 5명의 소녀는 와일드 헌트로부터 얻은 안드바리를 이용해 와일드 헌터와 싸우고 있었다. 어느 날, 유리들은 혼자서 거리를 헤매던 소녀 카스미 렌게와 만난다. 렌게도 안드바리를 소지하고 있었는데, 알고 보니 손에 쥐고 있었던 듯, 그 이전의 기억을 잃어버리고 있었다.

## 등장인물
카와즈 유리 (일본어: 河津ゆり)
성우 - 아베 나츠코
코다이지 에리카 (일본어: 高台寺えりか)
성우 - 사쿠라기 츠구미
우스즈미 히나게시 (일본어: 薄墨ひなげし)
성우 - 와카야마 시온
카스미 렌게 (일본어: 霞れんげ)
성우 - 무라카미 마나츠
요시노 사잔카 (일본어: 吉野さざんか)
성우 - 쿠노 미사키 
사쿠야 아야메 (일본어: 咲耶あやめ)
성우 - 시마부쿠로 미유리 

## 스태프
- 원안·애니메이션 제작 - GoHands
- 원작 - GoHands × 쇼치쿠[1]
- 총감독·캐릭터 디자인 - 스즈키 신고[1]
- 감독 - 쿠도 스스무, 요코미네 카츠마사[1]
- 컨셉 디자이너 - 키시다 타카히로[1]
- 각본 - 야나기 타마조[1]
- 메카닉 디자인 - 오오쿠보 히로시[1]
- 총 작화감독 - 타니 케이지, 후루타 마코토[1]
- 메인 애니메이터 - 우치다 타카유키[1], 오오쿠보 히로시
- 음향 제작 - 글로비전(일본어:グロービジョン)[1]
- 음향 감독 - 나카지마 엔지, 무라마츠 히사시[1]
- 음악 제작 - FABTONE[1]
- 음악 - Ryosuke Kojim[1]
- 음악 제작 - FABTONE
- 음악 프로듀서 - 테라후쿠 토모유키[1]
- 치프 프로듀서 - 이이즈카 토시오
- 프로듀서 - 우노 칸타
- 애니메이션 프로듀서 - 키시모토 링고
- 제작 - 모멘터리 릴리 제작위원회[1]

## 주제가
맛있는 서바이버(おいしいサバイバー)
HANABIE.에 의한 오프닝 테마. 작사·작곡은 Yukina, Matsuri, 편곡은 Matsuri, Yuyoyuppe.
리얼(リアル)
miwa에 의한 엔딩 테마. 작사·작곡은 miwa, 편곡은 Akihisa Matzura.

## 에피소드 목록
| 화수   | 제목 | 각본                      | 그림 콘티                     | 연출                          | 작화 감독 | 방송일         |
| ------ | --- | ------------------------- | ----------------------------- | ----------------------------- | --- | -------------- |
| 제1화  | ひとりぼっちの後のさんまのひつまぶし 외톨이 이후의 꽁치 덮밥                                                                 | 야나기 타마조             | 스즈키 신고                   | 스즈키 신고 요코미네 카츠마사 | 우치다 타카유키 카미죠 미츠키 사토 레이카 신죠 하루나 스즈키 신고 타니 케이지 후루타 마코토                                                                                       | 2025년 1월 2일 |
| 제2화  | みんなと一緒のサバ缶の イタリア風トマト鍋 모두와 함께하는 고등어 통조림 이탈리아풍 토마토 전골                               | 야나기 타마조 스즈키 신고 | 스즈키 신고                   | 아다치 쇼헤이 스즈키 신고     | 우치다 타카유키 카미죠 미츠키 사카모토 아이리 사토 레이카 신죠 하루나 스즈키 신고 타니 케이지 츠쿠타니 요시노 나카이 츠루 나카노 나호 후루타 마코토 무로이 다이치 요시무라 마스즈 | 1월 10일       |
| 제3화  | 忘れられないかに缶と サバ缶のちらし寿司 잊을 수 없는 통조림 게와 통조림 고등어 회덮밥                                        | 야나기 타마조 스즈키 신고 | 스즈키 신고                   | 아다치 쇼헤이 스즈키 신고     | 우치다 타카유키 카미죠 미츠키 사토 레이카 신죠 하루나 스즈키 신고 타니 케이지 나카이 츠루 나카노 나호 무로이 다이치 요시무라 마스즈                                               | 1월 17일       |
| 제4화  | ぬくもり重ねた 濃厚コンビーフ味噌ラーメン 온기를 더한 농후 콘비프 된장 라멘                                                  | 야나기 타마조             | 스즈키 신고 요코미네 카츠마사 | 야마기시 테츠이치             | 우치다 타카유키 카미죠 미츠키 사카모토 아이리 타니 케이지 후루타 마코토 무로이 다이치 요시무라 마스즈                                                                             | 1월 24일       |
| 제5화  | 想いを伝えてサバと牡蠣の卵雑炊 崩しきりたんぽ風 마음을 전하는 으깬 밥꼬치풍 고등어와 굴 달걀죽                               | 야나기 타마조             | 스즈키 신고 요코미네 카츠마사 | 야마기시 테츠이치             | 우치다 타카유키 카미죠 미츠키 사카모토 아이리 타니 케이지 후루타 마코토 무로이 다이치 요시무라 마스즈                                                                             | 1월 31일       |
| 제6화  | プールと動画と夏野上海風イカ焼きそば 수영장과 영상과 여름의 상하이풍 오징어 야키소바                                         | 야나기 타마조             | 요코미네 카츠마사             | 아다치 쇼헤이                 | 우치다 타카유키 카미죠 미츠키 사토 레이카 신죠 하루나 타니 케이지 나카이 츠루 나카노 나호 후루타 마코토 요시무라 마스즈                                                           | 2월 7일        |
| 제7화  | みんなで戦う塩むすび 다 함께 싸우는 소금주먹밥                                                                               | 야나기 타마조             | 요코미네 카츠마사             | 아다치 쇼헤이                 | 우치다 타카유키 카미죠 미츠키 사토 레이카 신죠 하루나 타니 케이지 나카이 츠루 나카노 나호 후루타 마코토 요시무라 마스즈                                                           | 2월 14일       |
| 제8화  | 雨がやんだらチョコレートバー 비가 그치면 초콜릿 바                                                                           | 야나기 타마조             | 스즈키 신고 요코미네 카츠마사 | 요코미네 카츠마사             | 카미죠 미츠키 사토 레이카 신죠 하루나 타니 케이지 후루타 마코토 요시무라 마스즈                                                                                                   | 2월 21일       |
| 제9화  | 夜通し笑った隠し味に色々入れたら 偶然おいしくなったカレー 밤새도록 웃은 맛의 비법으로 이것저것 넣었더니 우연히 맛있어진 카레 | 야나기 타마조             | 요코미네 카츠마사             | 요코미네 카츠마사             | 우치다 타카유키 카미죠 미츠키 사토 레이카 신죠 하루나 타니 케이지 후루타 마코토 요시무라 마스즈                                                                                   | 2월 28일       |
| 제10화 | もうひとりと足りない缶詰 또 다른 한명과 부족한 통조림                                                                        | 야나기 타마조             | 요코미네 카츠마사             | 야마기시 테츠이치             | 우치다 타카유키 카네다 리호 카미죠 미츠키 사토 레이카 신죠 하루나 타니 케이지 나카이 츠루 나카바야시 미츠노리 모모다 카이네 요시무라 마스즈                                       | 3월 7일        |
| 제11화 | 触れないあの子とみんなで割烹 닿을 수 없는 그 아이와 다 함께 할팽                                                             | 야나기 타마조             | 요코미네 카츠마사             | 야마기시 테츠이치             | 우치다 타카유키 카네다 리호 사토 레이카 신죠 하루나 타니 케이지 나카이 츠루 나카바야시 미츠노리 모모다 카이네 요시무라 마스즈                                                     | 3월 14일       |
| 제12화 | こんなに楽しいフルコース 이토록 즐거운 풀코스                                                                                | 야나기 타마조             | 요코미네 카츠마사             | 아다치 쇼헤이                 | 우치다 타카유키 사토 레이카 신죠 하루나 타니 케이지 나카이 츠루 나카바야시 미츠노리 후루타 마코토 마츠타니 미네노스케 요시무라 마스즈                                             | 3월 21일       |
| 제13화 | みんながいる〆のお茶漬けバイキング 모두가 함께하는 마무리 오차즈케 무한 리필                                                 | 야나기 타마조             | 요코미네 카츠마사             | 아다치 쇼헤이                 | 우치다 타카유키 카미죠 미츠키 사토 레이카 신죠 하루나 타니 케이지 나카이 츠루 나카바야시 미츠노리 후루타 마코토 마츠타니 미네노스케 마토바 아리미 요시무라 마스즈                 | 3월 28일       |
| 제14화 | 続いていく割烹、割烹！ 이어져 가는 할팽, 할팽!                                                                               | 야나기 타마조             | 요코미네 카츠마사             | 아다치 쇼헤이                 | 우치다 타카유키 카마타 리호 카미죠 미츠키 사토 레이카 신죠 하루나 타니 케이지 나카이 츠루 후루타 마코토 마츠타니 미네노스케 모모다 카이네 요시무라 마스즈                         | 4월 3일        |